# Hydriomena viridescens
Hydriomena viridescens là một loài bướm đêm trong họ Geometridae.